# Vraignes-en-Vermandois
Vraignes-en-Vermandois – miejscowość i gmina we Francji, w regionie Hauts-de-France, w departamencie Somma.
Według danych na rok 2011 gminę zamieszkiwały 162 osoby, a gęstość zaludnienia wynosiła 38 osób/km² (wśród 2293 gmin Pikardii Vraignes-en-Vermandois plasuje się na 852. miejscu pod względem liczby ludności, natomiast pod względem powierzchni na miejscu 943.).